# Fàbrica Nacional de Moneda i Timbre

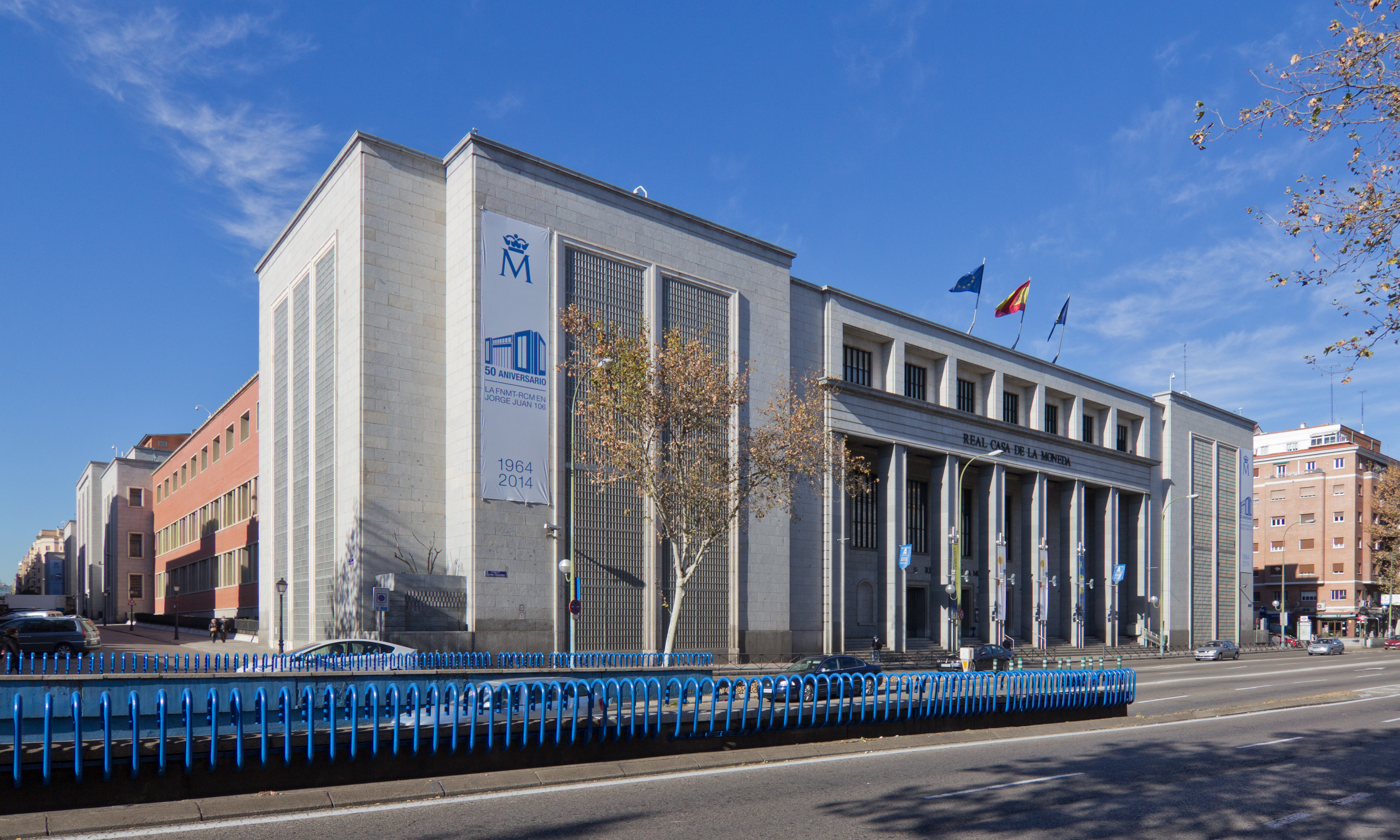
Fábrica Nacional de Moneda i Timbre a Madrid

La Fàbrica Nacional de Moneda i Timbre - Reial Casa de la Moneda  és una empresa pública d'Espanya que està adscrita al Ministeri d'Economia i Hisenda d'Espanya. És una empresa de servei públic dedicada a la fabricació de monedes, bitllets, paper moneda, timbres, documents oficials i prestador de serveis de certificació.

## Antecedents

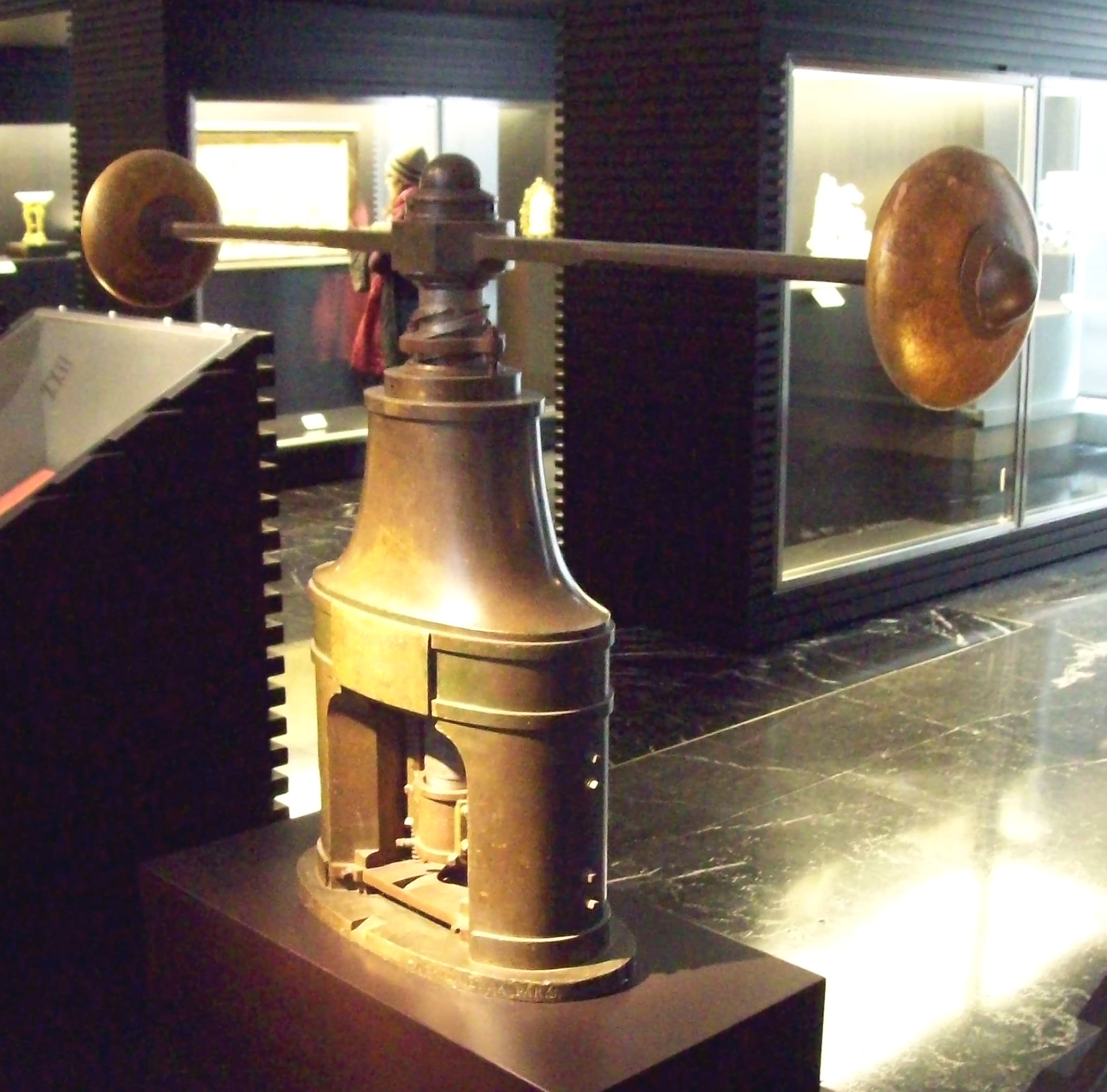
Premsa volant francesa usada a la Reial Casa de la Moneda al.

### Cases de moneda a Espanya

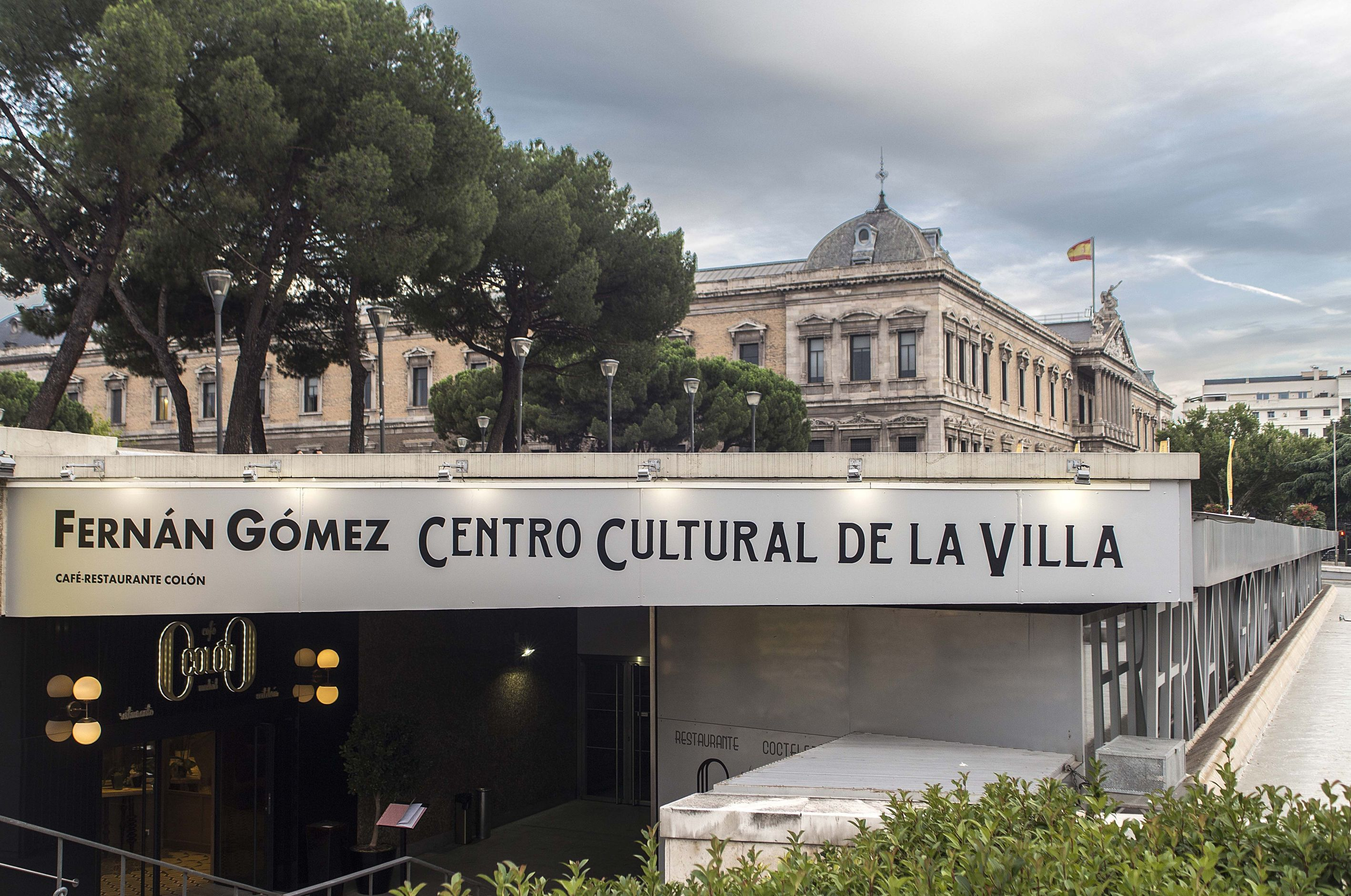
Centro Cultural de la Villa, Fernán Gómez.

A Espanya existien cases de la moneda, o seques, tant estatals com privades. Però Felip V (el primer Borbó a Espanya) va decidir nacionalitzar-les, de forma que van desaparèixer les privades. Durant el regnat d'Isabel II existien set seques estatals: Madrid, Barcelona, Sevilla, Pamplona, Jubia (a La Corunya), Segòvia i Manila (a les Filipines). Cadascuna d'elles tenia la seva marca diferent de sigles, signes i estels. Totes menys la de Madrid van desaparèixer quan el sistema monetari va decidir fer de la pesseta la moneda nacional.
La Casa de la Moneda de Madrid estava situada al carrer de Segovia. Amb els anys s'havia convertit en un edifici descurat i gairebé ruïnós. Quan es va haver d'incorporar la primera premsa anomenada Thonnelier, que era prou gran, moderna i necessària, es va haver de traslladar a un edifici situat a la plaça Colón el 17 de febrer de 1861
El progrés va fer què aquest edifici resultés eventualment petit i antiquat i va haver de ser abandonat per un altre, més modern i més adequat; la nova Reial Casa de la Moneda (Fàbrica Nacional de Moneda i Timbre), situada al carrer de Jorge Juan n. 106 de Madrid, inaugurada l'11 de juliol de 1964. L'edifici de la plaça de Colón va ser demolit en 1970 i en el seu lloc es van construir els Jardines del Descubrimiento i el Centro Cultural de la Villa.

## Història

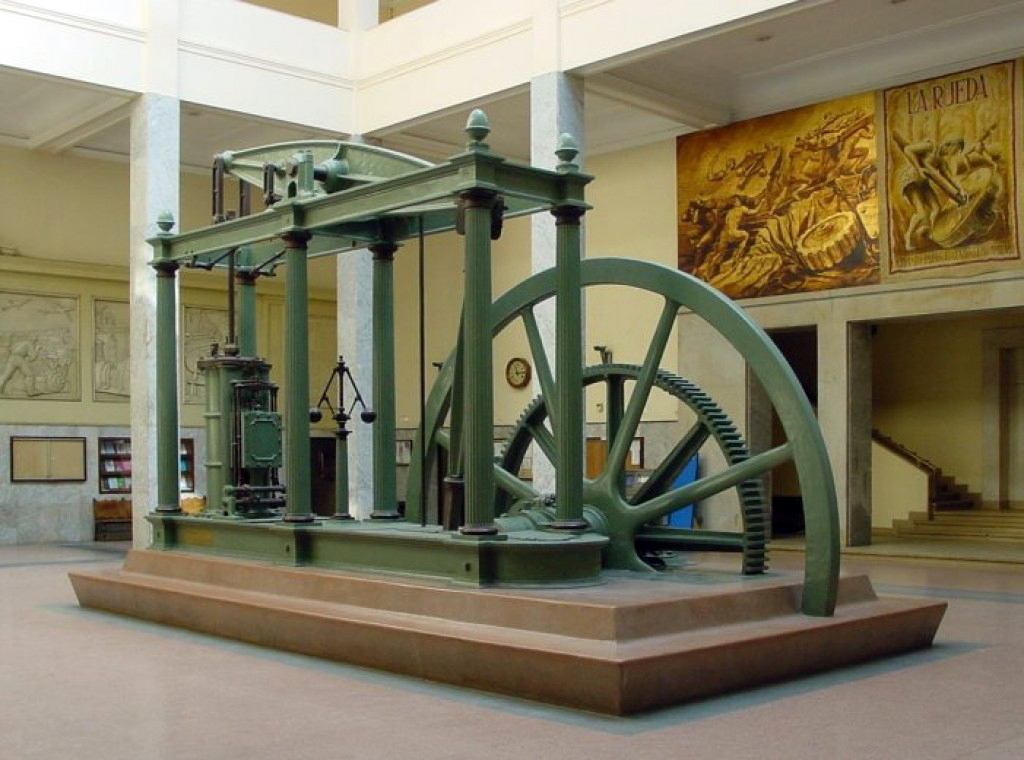
Màquina de vapor de tipus Watt procedent de la FNMT-RCM, exposada al hall de l'Escola Tècnica Superior d'Enginyers Industrials de Madrid.

Va néixer el 1893 de la fusió d'altres dos organismes anteriors: la Casa de la Moneda i la Fàbrica del Segell, dues institucions que ja compartien instal·lacions a l'edifici de Colón des de 1861, encara que eren independents i tenien administracions separades.
Fabrica bitllets de banc des del 1937 (de manera continuada des del 1940), i paper de seguretat des del 1952. El 1964 inaugurà una nova seu que li permet començar a produir documents com el Document Nacional d'Identitat o el passaport. Més tard, amb la nova normativa sobre el joc es va iniciar la fabricació de cartrons de bingo i bitllets de loteria.2019
Amb el Reial Decret 165/1989 de 17 de febrer, s'aprovaren els estatuts.
En la dècada de 1990 amb el desenvolupament de les noves tecnologies i la necessitat de desenvolupament de mesures de seguretat que permetin el comerç electrònic a través d'Internet, va portar al desenvolupament de targetes intel·ligents i la certificació electrònica.2019
Actualment la Fàbrica manté dues factories, a Madrid i a Burgos, on es fabrica paper per a la impressió de documents de seguretat (bitllets, passaports, etc.) i el paper de cotó amb el qual s'elaboren els bitllets.
L'edifici actual alberga, a més de l'esmentada Fàbrica de documents de seguretat, el Museu Casa de la Moneda (amb la major col·lecció numismàtica d'Espanya, i una de les més completes d'Europa), així com la Fundació Casa de la Moneda, que es dedica, entre d'altres, a la divulgació cultural. Ambdues institucions annexes a la Fàbrica Nacional de Moneda i Timbre - Real Casa de la Moneda estan situades al carrer Doctor Esquerdo n. 36, a Madrid.
El 2009 va iniciar la venda de productes numismàtics a través d'Internet.
El 2 de novembre del 2015 es constitueí la societat Imprenta de Billetes SA (IMBISA), l'objecte de la qual és la fabricació de bitllets en euros, després de la seva inscripció oficial en el Registre Mercantil. La societat, que compta amb un capital de 50 milions d'euros, està participada en un 80 % pel Banc d'Espanya i en un 20 % per la FNMT-RCM, participació que podrà mantenir fins al 31 de desembre de 2017. La creació d'aquesta societat respon a la necessitat d'adaptar-se al marc legal de producció de bitllets en euros, després de l'aprovació pel Banc Central Europeu, el 13 de novembre de 2014, d'una nova Orientació que només permet dos models alternatius per produir la quota nacional de bitllets en euros: fer-ho en una impremta propietat del banc central emissor o mitjançant adjudicació per procés competitiu entre impremtes externes. Les autoritats espanyoles van optar per la primera opció i, en conseqüència, la Llei 36/2014, de 26 de desembre, de Pressupostos Generals de l'Estat per a l'any 2015 va modificar la Llei d'Autonomia del Banc d'Espanya, de manera que aquest pogués encomanar la seva quota de producció de bitllets en euros a una societat mercantil en la qual ostentés la majoria de control.

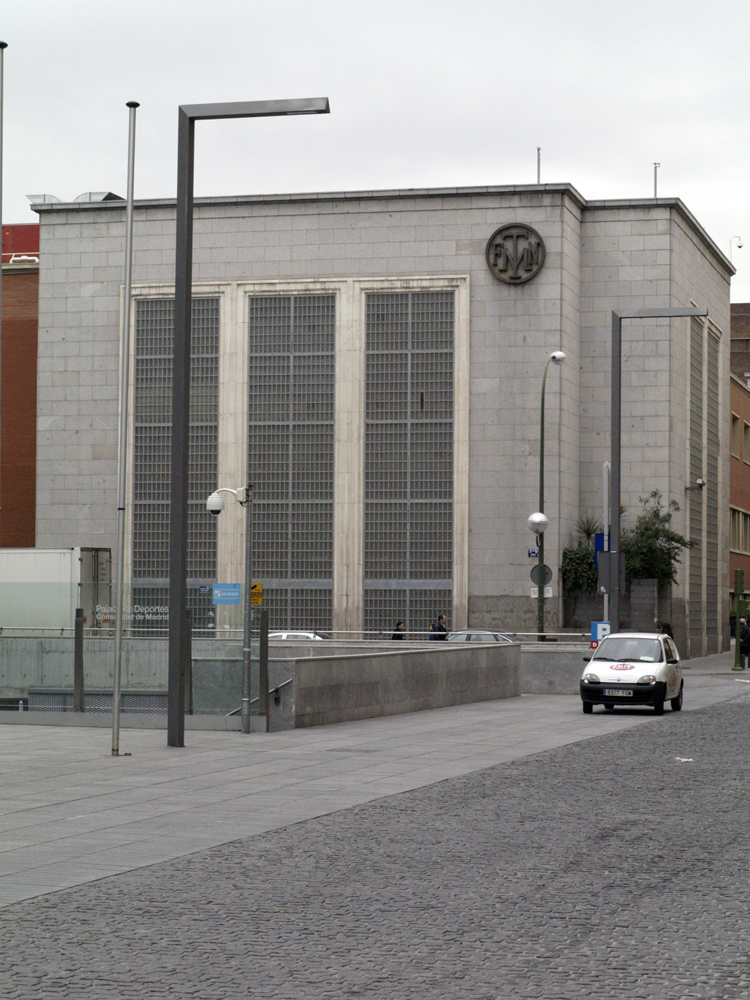
Seu central a Madrid

## Aparicions a Televisió
El 2017, la Fàbrica Nacional de Moneda i Timbre va ser l'escenari principal per a la sèrie de televisió La casa de papel, encara que està filmat en el Consell Superior d'Investigacions Científiques, dirigida per Álex Pina i produïda per Atresmedia i Vancouver Producciones, per ser emesa en el canal espanyol Antena 3. Posteriorment, Netflix, va comprar la sèrie, fet que va impulsar la seva fama.
La sèrie està formada per 15 capítols, dividits en 2 parts i protagonitzats pel Professor (Álvaro Morte), Tokio (Úrsula Corberó) i la inspectora Raquel Murillo (Itziar Ituño), entre d'altres. S'inicia amb l'atracament a la Fàbrica Nacional de Moneda i Timbre per part del professor i un grup de pillos que desitgen robar milions d'euros. Durant els dies d'atracament, es prenen com a ostatges als treballadors de la fàbrica, policies, guàrdies de seguretat i també als alumnes del Col·legi Britànic, que es trobaven a les instal·lacions al moment en el qual els atracadors entren a la fàbrica.
Gran part de les escenes ocorren a l'interior, encara que l'edifici que apareix no és veritablement la fàbrica sinó una recreació, per la qual cosa la sèrie només en manlleva el nom.